# الخاندرو سانچز (بازیکن فوتبال، زاده ۱۹۷۰)
الخاندرو سانچز (انگلیسی: Alejandro Sánchez؛ زادهٔ ۱۰ سپتامبر ۱۹۷۰) بازیکن فوتبال اهل اسپانیا است.
از باشگاه‌هایی که در آن بازی کرده‌است می‌توان به باشگاه فوتبال ختافه و باشگاه فوتبال اتلتیکو مادرید اشاره کرد.